# Santa Maria la Longa
Santa Maria la Longa is een gemeente in de Italiaanse provincie Udine (regio Friuli-Venezia Giulia) en telt 2412 inwoners (31-12-2004). De oppervlakte bedraagt 19,6 km², de bevolkingsdichtheid is 118 inwoners per km².
De volgende frazioni maken deel uit van de gemeente: Mereto di Capitolo, Ronchiettis, Santo Stefano Udinese, Tissano.

## Demografie
Santa Maria la Longa telt ongeveer 862 huishoudens. Het aantal inwoners steeg in de periode 1991-2001 met 0,7% volgens cijfers uit de tienjaarlijkse volkstellingen van ISTAT.
| Jaar | Inwoneraantal |
| ---- | ------------- |
| 1991 | 2298          |
| 2001 | 2313          |

## Geografie
De gemeente ligt op ongeveer 38 m boven zeeniveau.
Santa Maria la Longa grenst aan de volgende gemeenten: Bicinicco, Gonars, Palmanova, Pavia di Udine, Trivignano Udinese.